# Argélico Fucks
Argélico 'Argel' Fucks (Santa Rosa, 14 september 1974) is een Braziliaanse voetbalcoach en voormalig voetballer die speelde als centrale verdediger. Hij werd in 2014 aangesteld als coach van Figueirense FC.

## Braziliaans voetbalelftal
Fucks debuteerde in 1995 in het Braziliaans nationaal elftal en speelde één interland.